# 씨크릿 (1999년 영화)
《씨크릿》(영어: Best Laid Plans)은 1999년 개봉한 미국의 범죄 드라마 영화이다. 마이크 바커가 연출하고, 리스 위더스푼, 알레산드로 니볼라, 조시 브롤린, 테런스 하워드 등이 출연했다. 대한민국에서는 청소년관람불가 판정을 받았다.

## 줄거리
주인공인 닉은 빚으로 고민하고 있는 실직자이다. 고민에 허덕이던 중 고등학교 동창을 만나 그가 일하는 저택에 찾아가게 된다. 이에 닉은 꾀를 부려 그 집을 털기로 하고 애인과 함께 계획을 세운다.
다시 4개월 전으로 돌아가 진행되는 그의 이야기와 함께 도난 계획이 잘 이뤄졌다고는 하나 닉이 마약과 함께 계속된 고민을 더 떠안게 되는 모습이 그려져 있다.

## 출연
- 리스 위더스푼
- 알레산드로 니볼라
- 조시 브롤린
- 테런스 하워드
- 제이미 마시
- 로키 캐럴
- 진 월랜디
- 오언 부시
- 마이크 해거티

## 기타 제작진
- 공동 제작: 낸시 펄로이언
- 배역: 맬리 핀
- 미술: 소피 비처
- 의상: 수전 매서슨